# Thagona elmira
Thagona elmira är en fjärilsart som beskrevs av William Schaus 1927. Thagona elmira ingår i släktet Thagona och familjen tofsspinnare. Inga underarter finns listade i Catalogue of Life.